# CF Monterrey

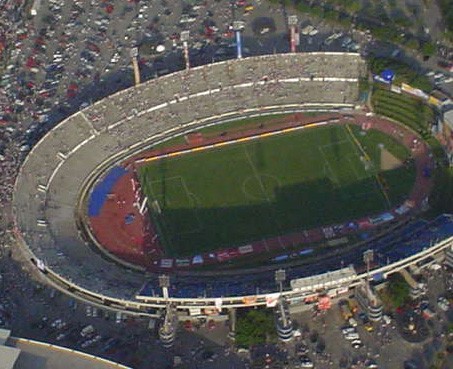
Das Estadio Tecnológico war bis 2015 das Heimstadion des Vereins

Der Club de Fútbol Monterrey ist ein mexikanischer Fußballverein aus der im Nordosten des Landes gelegenen Stadt Monterrey im Bundesstaat Nuevo León. Er wurde am 28. Juni 1945 gegründet. Eigentümer des Vereins ist der Getränkehersteller FEMSA.
Die Mannschaft wird als Rayados ("die Gestreiften") bezeichnet, denn seit 1965 spielt man in einem blau-weiß gestreiften Trikot mit blauen Hosen. Gespielt wurde bis 2015 im Estadio Tecnológico, das bis zum späteren Abriss Platz für 38.622 Zuschauer bot. Am 2. August 2015 wurde das neue Estadio BBVA Bancomer mit 51.000 Plätzen eröffnet.
In Monterrey gibt es eine große Rivalität zu den UANL Tigres, das Lokalderby wird als Clásico Regiomontano bezeichnet.

## Der Traditionsverein im Norden Mexikos
Der Verein ist wohl der traditionsreichste Fußballverein im Norden Mexikos. Nicht allzu viele Vereine aus dieser Region haben bisher in der Primera División gespielt, weil der Spitzenfußball in Mexiko sich seit jeher vor allem auf die weitläufigen Regionen um Mexiko-Stadt sowie in deren westlicher Richtung bis nach Guadalajara erstreckte. Im weiten Norden des Landes kommt dem Fußball nicht dieselbe Rolle zu, sind Sportarten wie Baseball und Basketball weitaus populärer. So haben sich denn auch im Norden des Landes nur drei Vereine dauerhaft im Fußballoberhaus etablieren können. Dies ist zum einen der 1983 entstandene Club Santos Laguna aus Torreón, der erst seit 1988 in der ersten Liga vertreten ist. Hinzu kommt der nördlich von Monterrey beheimatete Club Tigres, der 1967 ins Leben gerufen wurde und seit 1974 in der Primera División spielt. Und dann gibt es den CF Monterrey, der bereits 1945 gegründet wurde und noch im selben Jahr erstmals den Norden des Landes im Fußballoberhaus repräsentierte. Nach dem umgehenden Abstieg im Jahre 1946 und einer nochmal auf ein Jahr begrenzten Teilnahme in der Saison 1956/57 gehört der Club Monterrey seit 1960 zum festen Bestandteil der ersten Liga.

## Die Explosion
Die größte Tragödie traf den Verein zu einem Zeitpunkt, da er noch keine drei Monate alt war. Man schrieb den 16. September 1945, als der Mannschaftsbus auf dem Weg nach Guadalajara zu einem Gastspiel beim Club Deportivo Oro die Ortschaft San Juan de los Lagos im Bundesstaat Jalisco durchquerte. Dort waren viele Menschen in den Straßen versammelt und zelebrierten den Nationalfeiertag. Im Rahmen der Feierlichkeiten wurden auch Knallkörper durch die Luft geworfen. Einer von ihnen landete im Bustank und verursachte eine Explosion, bei der zwei Spieler ums Leben kamen und weitere Spieler verletzt wurden. Nach diesem Unglück ging es mit der Mannschaft rapide bergab. Die folgenden sechs Spiele wurden allesamt verloren, wobei man nur in diesen wenigen Spielen allein 38 Gegentore bekam. Die Saison wurde mit 21 Niederlagen und insgesamt 133 Gegentoren (aus 30 Spielen) beendet. Aus derselben Saison datiert auch die höchste Niederlage der Vereinsgeschichte, die man am 26. Mai 1946 mit 0:14 gegen den CD Veracruz bezogen hatte. Der gebeutelte Verein verschwand am 23. Juni 1946.

## Die Wiederbelebung
Es sollte bis zum Jahr 1952 dauern, ehe der Verein vom seinerzeitigen Präsidenten des Fußballverbandes von Nuevo León zu neuem Leben erweckt wurde und seine Rückkehr in die zweite Liga feierte. Dort spielte die Mannschaft – mit Ausnahme einer Erstligaspielzeit 1956/57 – bis zum Sommer 1960. Seither gehören die Rayados, die (blau-weiß) Gestreiften zum festen Bestandteil der ersten Liga.

## Mexikanische Fußballmeisterschaft 1986
41 Jahre nach der Gründung des Vereins gewann Monterrey unter Trainer Francisco Avilán mit einer jungen Mannschaft zum ersten Mal die Meisterschaft in der ersten Division.
In der regulären Meisterschaftssaison absolvierten die Rayados 18 Spiele, von denen sie 13 gewannen, drei endeten unentschieden und nur zwei wurden verloren. Sie schossen 43 Tore und kassierten 18. Sie beendeten die Saison mit einer Tordifferenz von +25.
Die Dominanz der Meistermannschaft setzte sich auch in der anschließenden Liguilla (im englischen Sprachgebrauch Play-offs genannt) fort: Monterrey dominierte das Viertelfinale gegen Atlante mit 0:0 und 6:0, besiegte im Halbfinale Guadalajara zweimal mit 1:0 und gewann die Finalspiele mit 1:2 und 2:0 gegen Tampico-Madero.

## Die letzten Jahre
Mit der unmittelbar vor der WM 1986 im eigenen Land gewonnenen Meisterschaft scheint der Verein endlich auf die Erfolgsspur gefunden zu haben. Hatte es zuvor nur zu zwei Finalteilnahmen um die Copa México gereicht, die in beiden Fällen in der Nachspielzeit verloren wurden (1964 mit 4:5 im Elfmeterschießen gegen den Club América und 1969 mit 1:2 nach Verlängerung gegen Cruz Azul), so gab es seither immerhin fünf Finalteilnahmen und zwei weitere Titel. Dem Pokalsieg von 1992 folgte bereits im darauffolgenden Jahr das Meisterschaftsfinale, das mit 0:1 und 0:3 gegen Atlante allerdings deutlich verloren ging.
Seine beste Phase hatte der Verein zwischen der Clausura 2002/03 und der Apertura 2005/06, als er in drei Jahren bzw. sechs Meisterschaftsrunden dreimal die Finalspiele erreichte. Siegreich war er allerdings nur im ersten Fall gegen den „Dauerverlierer“ aus Morelia, während die beiden folgenden Finals gegen die Pumas und Deportivo Toluca verloren gingen.
CF Monterrey besiegte CD Cruz Azul in den Finalspielen der Apertura 2009 und holte damit erneut den Meistertitel.
In der Apertura 2010 konnte sich Monterrey trotz einer 2:3-Niederlage im Final-Hinspiel durch einen 3:0-Erfolg im Rückspiel gegen Santos die Meisterschaft sichern und wiederholte somit den Erfolg aus dem Vorjahr.
2011 bis 2013 konnte dreimal in Folge die CONCACAF Champions League gewonnen werden, außerdem noch 2019 und 2021.

## Die Meistermannschaften
Seine vier Meisterschaften gewann der CF Monterrey mit folgenden Spielern:
- México 86 (Kader): Torhüter: Jesús Contreras, Román Ramírez; Verteidiger: Joel García, Antonio González, Rito Luna, Pedro Campa, Álvaro Fuentes, José de la Fuente, Armando Rivas, Daniel Mora, Guillermo Muñoz; Mittelfeldspieler: Rafael Ortega, Cuauhtémoc Vargas, Reynaldo Güeldini, Héctor Gamboa, Vílson Taddei, José Francisco Romero, Missael Espinoza; Stürmer: Francisco Javier Cruz, Mario Souza „Bahía“, Héctor Becerra, Juan Antonio Flores Barrera. Trainer: Francisco Avilán.[1]
- Clausura 2003 (Kader): Torhüter: Ricardo Martínez, Juan de Dios Ibarra; Verteidiger: Pablo Rotchen, Flavio Rogerio, Héctor Castro, Ismael Rodríguez, Daniel Román, Elliot Huitrón, Ignacio Hierro, Diego Ordaz; Mittelfeldspieler: Walter Erviti, Luis Ernesto Pérez, Jesús Arellano (Mannschaftskapitän), Hashim Suárez, Tomás Banda, Paulo César Chávez, César Adame; Stürmer: Alex Fernandes, Omar Avilán, Guillermo Franco, Jesús Mendoza, José Cruz Gutiérrez. Trainer: Daniel Passarella
- Apertura 2009 (Kader): Torhüter: Jonathan Orozco und Omar Ortiz; Verteidiger: Severo Meza, Duilio Davino, José María Basanta, William Paredes, Diego Martínez und Felipe Baloy; Mittelfeldspieler: Juan Carlos Medina, Luis Ernesto Pérez Gómez, Manuel Pérez Flores, Walter Ayoví, Héctor Miguel Morales, Jesús Eduardo Zavala und Jesús Arellano (Mannschaftskapitän); Stürmer: Sergio Santana, Osvaldo Martínez, Aldo de Nigris und Humberto Suazo. Trainer: Víctor Manuel Vucetich
- Apertura 2010 (Kader): Torhüter: Jonathan Orozco und Juan de Dios Ibarra; Verteidiger: Ricardo Osorio, Severo Meza, Duilio Davino, José María Basanta, William Paredes, Sergio Pérez Moya, Héctor Miguel Morales, Pierre Ibarra und Hiram Mier; Mittelfeldspieler: Neri Cardozo, Luis Ernesto Pérez Gómez, Osvaldo Martínez, Walter Ayoví, Jesús Eduardo Zavala und Jesús Arellano (Mannschaftskapitän); Stürmer: Aldo de Nigris, Humberto Suazo, Sergio Santana und Darío Carreño. Trainer: Víctor Manuel Vucetich
- Apertura 2019 (Kader): Torhüter: Marcelo Barovero, Luis Cárdenas, Edson Reséndez; Verteidiger: José María Basanta, Jesús Gallardo, Edson Gutiérrez, Miguel Layún, John Medina, César Jasib Montes, Daniel Parra, Nicolás Sánchez, Leonel Vangioni, Johan Vásquez; Mittelfeldspieler: Eric Cantú, Arturo Alfonso González, Jonathan González, Maximiliano Meza, Celso Ortiz, Carlos Rodríguez, Michell Rodríguez, Eduardo Banda; Stürmer: Adam Bareiro, Rogelio Funes Mori, Avilés Hurtado, Vincent Janssen, Dorlan Pabón, Rodolfo Pizarro, Jonathan Urretaviscaya, Ángel Zaldívar. Trainer: Antonio Mohamed

## Die „beste Elf aller Zeiten“
Die mexikanische Sportzeitung Récord hat folgendes „Dreamteam“ des CF Monterrey mit den wichtigsten Spielern in der Vereinsgeschichte der Rayados ermittelt (die Jahreszahlen in Klammern beschreiben die Vereinszugehörigkeit):
Jesús Contreras (1979–1990) – Joel García (1980–1989), José María Basanta (seit 2008), Pedro Campa (1978–1989), Guillermo Muñoz (1984–1993) – Jesús Arellano (1992–1997 sowie 2000–2010), Luis Pérez (2003–2012), Javier „El Abuelo“ Cruz (1983–1992) – Guillermo Franco (2002–2005), Humberto Suazo (2007–2014), Mario de Souza Mota (1984–1992).

## Trainer
- Fernando Riera (1975–1976, 1977–1978, 1988–1989)
- Carlos Alberto (1991–1992)
- Benito Floro (2000–2001)
- Daniel Passarella (2002–2004)

## Aktueller Kader
Stand: 6. März 2025
| Nr. |             | Position | Name            |
| --- | ----------- | -------- | --------------- |
| 1   | Argentinien | TW       | Esteban Andrada |
| 22  | Mexiko      | TW       | Luis Cárdenas   |
| 24  | Mexiko      | TW       | César Ramos     |
| 2   | Mexiko      | AB       | Ricardo Chávez  |
| 3   | Mexiko      | AB       | Gerardo Arteaga |
| 4   | Mexiko      | AB       | Víctor Guzmán   |
| 13  | Mexiko      | AB       | Carlos Salcedo  |
| 14  | Mexiko      | AB       | Érick Aguirre   |
| 15  | Mexiko      | AB       | Héctor Moreno   |
| 21  | Mexiko      | AB       | Luis Reyes      |
| 32  | Mexiko      | AB       | Tony Leone      |
| 33  | Kolumbien   | AB       | Stefan Medina   |
| 34  | Mexiko      | AB       | César Bustos    |
| 93  | Spanien     | AB       | Sergio Ramos    |

| Nr. |             | Position | Name               |
| --- | ----------- | -------- | ------------------ |
| 5   | Mexiko      | MF       | Fidel Ambríz       |
| 8   | Spanien     | MF       | Óliver Torres      |
| 10  | Spanien     | MF       | Sergio Canales     |
| 25  | Kolumbien   | MF       | Nelson Deossa      |
| 30  | Argentinien | MF       | Jorge Rodríguez    |
| 35  | Mexiko      | MF       | Pedro Ramírez      |
| 204 | Mexiko      | MF       | Iker Fimbres       |
| 7   | Mexiko      | ST       | Germán Berterame   |
| 11  | Mexiko      | ST       | Alfonso Alvarado   |
| 17  | Mexiko      | ST       | Jesús Corona       |
| 19  | Mexiko      | ST       | Jordi Cortizo      |
| 29  | Argentinien | ST       | Lucas Ocampos      |
| 31  | Mexiko      | ST       | Roberto de la Rosa |

## Erfolge
- Mexikanischer Meister (5): 1986, Clausura 2003, Apertura 2009, Apertura 2010, Apertura 2019
- Copa México (2): 1992, 2019/20
- CONCACAF Cup Winners’ Cup (1): 1993
- CONCACAF Champions League (5): 2011, 2012, 2013, 2019, 2021

## Historische Logos

Erstes Logo (?)
Zweites Logo (1960–1989)
Drittes Logo (1989–1999)

## Prominente Fans
Zu den bekannten Fans des Vereins zählen unter anderem:
- Arturo Carmona, Schauspieler[5]
- Laura G, Journalistin
- James Hetfield, US-amerikanischer Musiker
- José Madero (Sänger der Banda Panda)
- Celso Piña, Musiker
- Adal Ramones, Moderator
- Tatiana (La reina de los niños), Sängerin